# Cyphomyrmex bruchi
Cyphomyrmex bruchi é uma espécie de inseto do gênero Cyphomyrmex, pertencente à família Formicidae.